# Alexander Suslin ha-Kohen
Alexander Suslin ha-Kohen (auch: Süslin ha-Kohen; Suskind; Süsskind; * in Erfurt; † vor 1349 in Frankfurt am Main) war ein deutscher Talmudist.
Als Alexander Suslin Meir von Rothenburg († 1293) begegnete, genoss er bereits hohes Ansehen. Insofern schätzt man, dass er zu der Zeit mindestens 25 Jahre alt war. Er war zunächst Rabbi in Köln und Worms und ging dann nach Frankfurt. Behauptungen, dass er 1349 in Erfurt gestorben sei, beruhen wahrscheinlich auf einer Verwechslung mit Israel ben Joel Susslin.
Suslin gab das Werk Aguddah (Verband oder Die Sammlung, wörtlich „ein Bündel“; auch Sefer HaAguda) heraus. Das Manuskript wurde später von Joseph ben Mordechai Gershon ediert.

## Werke
- Aguddah, Krakau 1571. (Kritische Ausgabe Jerusalem 1966)